# Słowaccy posłowie do Parlamentu Europejskiego 2004–2009
Słowaccy posłowie VI kadencji do Parlamentu Europejskiego zostali wybrani w wyborach przeprowadzonych 13 czerwca 2004.

## Lista posłów
Wybrani z listy Kierunek – Socjalna Demokracja
- Monika Flašíková-Beňová
- Miloš Koterec
- Vladimír Maňka

Wybrani z listy SDKU – Partia Demokratyczna
- Milan Gaľa
- Zita Pleštinská
- Peter Šťastný

Wybrani z listy Ruchu Chrześcijańsko-Demokratycznego
- Ján Hudacký
- Miroslav Mikolášik
- Anna Záborská

Wybrani z listy Partii Ludowej – HZDS
- Peter Baco
- Irena Belohorská
- Sergej Kozlík

Wybrani z listy Partii Węgierskiej Koalicji
- Edit Bauer
- Árpád Duka-Zólyomi